# Yves Rechsteiner
Yves Rechsteiner (Yverdon-les-Bains, 1969) is een Zwitsers klavecinist en organist.

## Levensloop
Rechsteiner begon zijn muziekstudies met de piano en vervolgens met het orgel. Pierre-Alain Clerc leerde hem de barokmuziek en het klavecimbel kennen.
In 1991 behaalde hij een Eerste prijs orgel (bij François Delor) en klavecimbel (bij Christiane Jaccottet) aan het Conservatorium van Genève. Hij werd dat jaar ook lid van 'Juventus', een vereniging van jonge musici geselecteerd in gans Europa. Hij vervolgde zijn studies aan de Schola Cantorum Balisiensis, op pianoforte bij Andreas Staier, op orgel bij Guy Bovet en wat betreft basso continuo bij Jesper Christensen.
Hij won ook prijzen in verschillende wedstrijden:
- Vierde prijs in het internationaal klavecimbelconcours 1992 in het kader van het Festival Musica Antiqua in Brugge
- laureaat van de internationale orgelwedstrijd in Speyer
- laureaat in het concours van muziekuitvoering in Genève
- laureaat in het concours 'Praagse Lente'.

In 1995 werd hij docent basso continuo aan het Conservatoire National Supérieur de Lyon. Hij is er tevens verantwoordelijk voor het departement oude muziek. Hij wordt hierdoor docent voor de vorming basso continuo op oude instrumenten.
Als solist nam hij deel aan talrijke festivals. Hij treedt op als solist op orgel of klavecimbel en speelt basso continuo met kleine ensembles.
Hij is gepassioneerd door het basso continuo en dit heeft hem tot talrijke transcripties gebracht van werk door Jean-Philippe Rameau, Johann Sebastian Bach, Wolfgang Amadeus Mozart, Ludwig van Beethoven, Felix Mendelssohn maar heeft ook naast de klassieke werken een hele collectie muziek van Frank Zappa uitgevoerd met percussie en elektrische gitaar op zijn festival 'Toulouse Les Orgue'.
Hij heeft het ensemble Alpbarock gesticht, gewijd aan de valorisatie van het populaire muziekpatrimonium van Duitstalig Zwitserland. Het ensemble bestaat uit 5 musici, zangers, viool, hackbrett (tympanon) en percussie, met centraal een kamerorgel. Hij treedt op als begeleider op harmonium van A. Marzorati die liederen zingt van de chansonnier Béranger, met F. Eichelberger op pianoforte.

## Discografie
Rechsteiner deed veel onderzoek over uiteenlopende repertoires en op basis hiervan heeft hij heel wat opnamen uitgevoerd. Hij legt hierbij vaak een verband tussen een componist en een instrument, zoals bijvoorbeeld:
- werk van J. Alain op het orgel van de componist (VDE Gallo 1994)
- werk van A. della Ciaja, op een Facchiniklavecimbel (VDE Gallo 1995)
- werk van J. S. Bach op een klavecimbel met pedaal (Alpha, 2001)
- werk van Franz Liszt op het orgel Ladegast in Schwerin (Alpha, 2003)
- werk van J. P. Rameau op het orgel van Cintegabelle (Alpha, 2009)

## Publicaties
De uitgeverij 'Le Chant du Monde', Parijs, publiceerde zijn bewerkingen voor orgel of klavecimbel van werk van Rameau.